# المعلق
المعلق هو خليط غير متجانس يحتوي على مواد صلبة كبيرة الحجم بما فيه كفاية للترسيب بحيث يمكن فصل مكوناته عادة بالترشيح أو الترويق ويمكن تميز دقائق المذاب بالعين المجردة. وعادة يجب ان يكونوا أكبر من واحد ميكرومتر  والحالة الداخلية (الصلبة) متوزعة خلال الحالة الخارجية (المائعة) من خلال عمليات ميكانيكية، وذلك من خلال استخدام عوامل مساعدة للتعليق. بعكس الغرويات، colloids فإن المعلقات سوف تترسب بالنهاية. ومثال على المعلقات؛ الرمل في الماء. والجزيئات المعلقة تكون ظاهرة من خلال المجهر وستترسب إذا بقيت غير موزعة. وهذا ما يفرق المعلقات عن الغرويات، حيث ان جزيئات الغرويات اصغر ولا تترسب. والمعلقات والغرويات تختلف عن المحاليل، حيث ان المادة المذابة في المحلول لا تكون صلبة، وكذلك المذاب والمذيب هما خليط متجانس.
المعلقات من القطرات السائلة أو الجزيئات الصلبة في الغاز تسمى بخّاخة. حيث أن الغلاف الجوي متكون من الغبار وجزيئات الوسخ وملح البحر والكبريتات الأحيائية والبركانية والنترات وقطرات الغيوم.
تصنف المعلقات على أساس حالة المادة الموزعة ووسط التوزيع، حيث ان المادة الموزعة تكون صلبة أما الوسط يكون إما صلب أو سائل أو غاز.
المعلقات غير مستقرة من جهة الديناميكا الحرارية، مع هذا فإنهم مستقرين من الناحية الحركية لفترة زمنية طويلة، وهذا الذي يحدد مدة صلاحيتهم. وهذا الوقت يجب ان يقاس حتى يتم تأكيد أفضل نوعية للمنتج الذي يقدم للمستهلك «استقرار التوزيع؛ يشير إلى قدرة التوزيع لمقاومة التغيير في الصفات على مر الزمن.» 
ملاحظة: التعريف المعتمد على ذلك في المراجع.

## تقنية مراقبة الاستقرار الفيزيائي
تشتت الضوء المتعدد مع المسح العمودي هي التقنية الأكثر استخداما لمراقبة حالة التوزيع لمنتج معين، وبالتالي تحديد وقياس ظواهر عدم الاستقرار. وهي تعمل على التوزيعات المركزة بدون التخفيف. عندما ينبعث الضوء خلال العينة سوف يتم ارتداده مبعثرا من خلال الجزيئات. وهذا الارتداد المبعثر يتناسب طرديا مع حجم الجزيئات وحجم الحالة المتوزعة. وبالتالي، فإن التغييرات في التركيز (الترسيب) وكذلك التغييرات في الحجم (التلبد والتجمع) يكونوا مراقبين ويتم تحديدهم.

## الطرق المسرعة لتحديد مدة الصلاحية
العمليات الحركية التي تؤدي لعدم الاستقرار قد تكون طويلة (قد تصل إلى عدة أشهر أو حتى عدة سنوات لبعض المنتجات) فلهذا من اللازم استخدام عمليات وطرق مسرعة من أجل الوصول إلى الوقت المطور لتصميم منتج جديد. والطرق الحرارية هي الأكثر استخداما ويتم من خلالها زيادة درجات الحرارة لتسريع عملية عدم الاستقرار (وتكون أقل من درجة التحول من حالة إلى أخرى أو التفكك الكيميائي). الحرارة لا تؤثر فقط على اللزوجة ولكن أيضا على التوتر السطحي أو بشكل عام على قوى الترابط داخل النظام. وتخزين المنتج على درجات حرارة مرتفعة يمكن من محاكاة ظروف الحياة الحقيقية (مثال: انبوب كريم الشمس داخل السيارة في الصيف), وايضا لتسريع عملية عدم الاستقرار إلى 200 ضعف.
ويستخدم أيضا عمليات التسريع الميكانيكية التي تضم الذبذبة والطرد المركزي والتهيج. بحيت يتم تعريض المنتج إلى قوى مختلفة التي تدفع الجزيئات ضد بعضها البعض.
من الأمثلة على المعلقات:
- الطين أو المياه الموحلة وحيث يتم تعليق التربة والطين والطمي أو الجزيئات في الماء
- دقيق معلقة في الماء
- جزيئات الغبار معلقة في الهواء
- رمل الحبوب معلقة في الماء
- الطباشير في الماء